# EverQuest
EverQuest (w skrócie EQ) – trójwymiarowa gra komputerowa z gatunku MMORPG, stworzona w 1999 roku przez 989 Studios należące do Sony. Jej projektantami byli Brad McQuaid, Steve Clover i Bill Trost. Gra została wydana przez Sony Online Entertainment.
Pod koniec 1999 r. grę przejął Verant Interactive, a od tego czasu doczekała się ona 18 rozszerzeń. Ostatnie z nich, EverQuest: Veil of Alaris, zostało wydane 15 listopada 2011 roku.

## Rozgrywka
Wiele elementów EverQuesta zostało zaczerpniętych z tekstowych gier internetowych typu MUD, w których główny nacisk jest położony na tradycyjną rozgrywkę fabularną spod znaku Dungeons & Dragons.
W grze, tworząc awatara, gracz ma do wyboru 16 ras postaci, żeby wymienić klasyczne dla tego typu gier: elfy, krasnoludy czy ogry, ale również takie jak: ludzie-koty, ludzie-jaszczury czy też ludzie-smoki. W trakcie tworzenia postaci gracz ma możliwość wyboru swego rodzaju zajęcia w grze (czarodziej, kleryk, łucznik). Gra ma miejsce w świecie zwanym Norrath, gdzie postać uzyskuje kolejne poziomy zaawansowania poprzez zdobywanie punktów doświadczenia, wykonując zadania, walcząc z przeciwnikami komputerowymi. Wszystko to gracz może osiągnąć będąc w większej grupie graczy poprzez stworzenie grupy graczy np. dla wykonania tylko jakiegoś zadania, czy też poprzez zjednoczenie się w klan, w którym to gracze mogą bardziej planować swoją rozgrywkę w przyszłości.

### Klasy postaci
W grze EverQuest istnieją następujące klasy postaci:
- Wojownik (warrior)
- Wojownik cienia (shadow knight)
- Paladyn (paladin)
- Władca bestii (beastlord)
- Berserker (berserker)
- Mnich (monk)
- Łucznik (ranger)
- Łotrzyk (rogue)
- Czarodziej (wizard)
- Mag (magician)
- Nekromanta (necromacer)
- Czarownik (enchanter)
- Bard (bard)
- Kleryk (cleric)
- Druid (druid)
- Szaman (shaman)

### Serwery
Gra jest umiejscowiona na wielu serwerach, każdy z nich ma swoją własną nazwę. Każda nazwa jest odpowiednikiem bóstwa ze świata Norrath i każda z nich ma pieczę nad swoim terytorium. Część uzbrojenia i broni występująca w grze pochodzi od tych bóstw i dostępne są one tylko tym graczom, którzy dostatecznie mocno oddali cześć danemu bóstwu.
Serwery, na których toczy się gra, są podzielone na serwery dla rozgrywki player versus player i player versus environment, gdzie na tych drugich walka z innymi graczami jest możliwa tylko w miejscach specjalnie do tego wyznaczonych (arena, specjalne obszary oraz pojedynki).
Gra jest podzielona na 375 stref, w skład których wchodzą zarówno całe kontynenty, jak również i inne wymiary czy podwodne tereny.

## Produkcja
Od wstępnych koncepcji gry i poprzez różne jej etapy Sony posiadała pośredni lub bezpośredni wpływ na rozwój gry. Osobą odpowiedzialną za całość był John Smedley. Projekt i koncepcja EverQuest ma swoje pochodzenie z rozgrywek MUD-owych, w szczególności z DikuMUD i jako taki EverQuest jest uważany za krok transformacji gier MUD w kierunku 3D. John Smedley oraz pozostali główni twórcy gry, którym przypisuje się stworzenie świata EverQuest, wskazywali inspiracje do gry właśnie w grach MUD.
EverQuest wystartowała 16 marca 1999 roku i do końca roku liczba abonentów przekroczyła liczbę u konkurenta, jakim była Ultima Online. W 2004 roku Sony podała liczbę subskrybentów na ponad 430 tys. graczy.

## Rozszerzenia
Do tej pory do EverQuestwydano 19 rozszerzeń:
1. The Ruins of Kunark (kwiecień 2000)
2. The Scars of Velious (grudzień 2000)
3. The Shadows of Luclin (grudzień 2001)
4. The Planes of Power (październik 2002)
5. The Legacy of Ykesha (luty 2003)
6. Lost Dungeons of Norrath (wrzesień 2003)
7. Gates of Discord (luty 2004)
8. Omens of War (wrzesień 2004)
9. Dragons of Norrath (luty 2005)
10. Depths of Darkhollow (wrzesień 2005)
11. Prophecy of Ro (luty 2006)
12. The Serpent’s Spine (wrzesień 2006)
13. The Buried Sea (luty 2007)
14. Secrets of Faydwer (listopad 2007)
15. Seeds of Destruction (październik 2008)
16. Underfoot (grudzień 2009)
17. House of Thule (październik 2010)
18. Veil of Alaris (listopad 2011)
19. Rain of Fear (listopad 2012)

## Odbiór gry
Gra zebrała w momencie wydania pozytywne oceny: według agregatora Metacritic średnia ocen wyniosła 85/100, natomiast według GameRankings – 87,68%.
EverQuest zdobył wiele nagród, począwszy od tytułu Game Of The Year 1999 czy nagrody Technology & Engineering Emmy Award w 2008 roku.